# Zwiedorf
Zwiedorf ist ein Ortsteil der Gemeinde Wolde des Amtes Treptower Tollensewinkel im Landkreis Mecklenburgische Seenplatte in Mecklenburg-Vorpommern.

## Geografie
Der Ort liegt drei Kilometer nordwestlich von Wolde und 13 Kilometer westlich von Altentreptow, dem Sitz vom Amt Treptower Tollensewinkel. Zur Gemarkung Zwiedorf zählt eine Fläche von 553 Hektar. Die Nachbarorte sind Borgfeld im Norden, Adamshof im Nordosten, Marienhof im Osten, Wolde im Südosten, Kastorf im Süden, Goddin im Südwesten, Grischow und Weitendorf im Westen, sowie Ivenack, Zolkendorf und Tüzen im Nordwesten.

## Geschichte
Seit dem 25. Juli 1952 gehörte der Ort zum Kreis Altentreptow im Bezirk Neubrandenburg der DDR. Am 1. Januar 1960 wurde Zwiedorf ein Ortsteil der Gemeinde Wolde. In den Jahren 1990 bis 1994 noch zum nachfolgenden Landkreis Altentreptow gehörend, kam der Ort anschließend zum Landkreis Mecklenburgische Seenplatte.